# Katsudō Shashin
Vous lisez un « article de qualité » labellisé en 2017.
Katsudō Shashin (活動写真, litt. « photographie [de] l'action ») également connu sous le nom de Fragment de Matsumoto, est un film d'animation japonais d'une durée de trois secondes, probablement réalisé entre 1905 et 1912, dont l'auteur est inconnu. Il dépeint un garçon écrivant « 活動写真 » sur un tableau avant d'enlever son chapeau et de faire un salut. Les cadres sont imprimés en rouge et noir à l'aide d'un pochoir pour faire des diapositives de lanterne magique et la pellicule est fixée sur une boucle de lecture continue.
Découvert dans un projecteur d'une résidence de Kyoto en 2005, il serait le plus ancien travail d'animation réalisé au Japon encore existant.

## Description

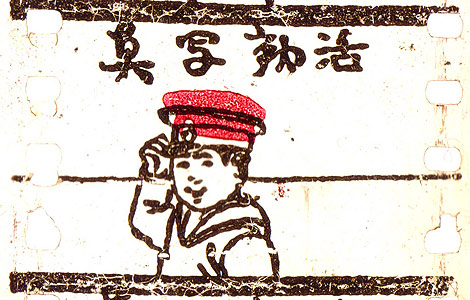
L'un des plans du film.

Le film se compose d'une série de cinquante images de dessin animé sur une bande de celluloïd et dure trois secondes, au rythme de seize images par seconde,. Il représente un jeune garçon dans un costume de marin qui écrit de droite à gauche sur un tableau les kanjis « 活動写真 » (Katsudō Shashin, signifiant « images animées »), puis se tourne vers le spectateur et enlève son chapeau pour faire un salut,. Katsudō Shashin est son titre supposé, le nom réel étant inconnu. Il porte également le nom de Fragment de Matsumoto (d’après le nom de son découvreur scientifique) bien que l'œuvre soit entière.
Contrairement à l'animation traditionnelle, les cadres ne sont pas produits en photographiant les images, mais sont peints directement sur le film à l'aide d'un pochoir. Ce processus a été réalisé avec un kappa-ban ,,, un dispositif conçu pour les pochoirs de diapositives de lanterne magique. Les images sont en rouge et noir sur une bande de films 35 mm,,, dont les extrémités ont été fixées dans une boucle pour un visionnement continu.
Autant la technique que le contenu permettent d'affirmer avec une quasi-certitude que le film a été produit au Japon et non importé. Katsudō Shashin n'était pas un produit isolé, mais a au contraire été produit en série pour être vendu aux riches propriétaires de projecteurs à domicile, les salles de cinéma étant encore rares au Japon au moment de la production de l'œuvre. La mise en œuvre de l'impression est considérée comme de mauvaise qualité, la couleur de remplissage du bonnet de marin ne coïncidant pas toujours avec le contour.

## Contexte

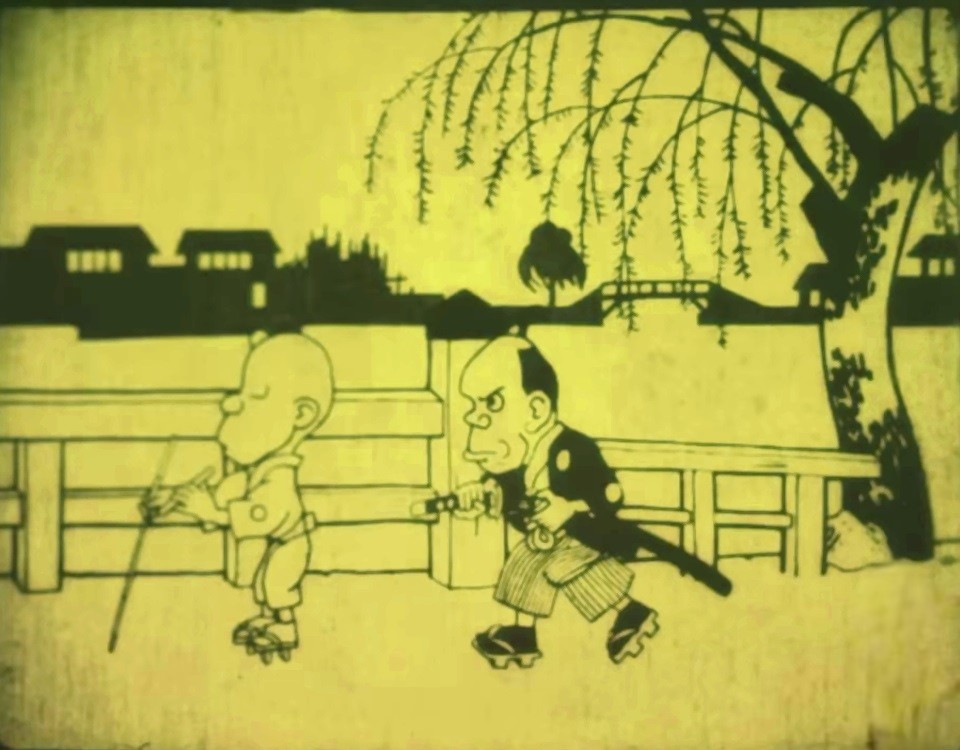
Les films d'animation japonais tels que ja-Latn de Jun'ichi Kōchi sont apparus dans les théâtres en 1917.

Les premiers films d'animation imprimés pour des jouets optiques tels que le zootrope ont précédé les projections cinématographiques. Le fabricant allemand de jouets Gebrüder Bing, fondé à Nuremberg, présente un cinématographe au salon du jouet de Leipzig en 1898 ; bientôt d'autres fabricants de jouets vendront des appareils similaires. Les films en prise de vues réelle pour ces appareils sont coûteux à faire ; dès 1898 peut-être, on vendait pour ces appareils des films d'animation qui pouvaient être fixés dans des boucles pour un visionnement continu. Les importations de ces appareils allemands commencent au Japon au moins dès 1904 ; les films qui leur étaient destinés comprenaient probablement des boucles d'animation.
La technologie pour les projections cinématographiques arrive au Japon depuis l'Occident en 1896-1897. Le premier spectacle d'animation étranger dans les théâtres japonais qui peut être daté avec certitude est celui de l'animateur français Émile Cohl, Les Exploits de Feu Follet  (1911), qui débute à Tokyo le 15 avril 1912. Les œuvres d'Ōten Shimokawa, Seitarō Kitayama et Jun'ichi Kōchi sont les premiers films d'animation japonais à atteindre les écrans de théâtre en 1917. Ces films sont perdus, mais quelques-uns sont découverts dans leur version destinée à être visionnée à la maison sur des projecteurs à manivelle. La plus vieille version conservée est Hanawa Hekonai meitō no maki (1917), intitulé Namakura Gatana dans sa version d'origine.

## Analyse
Grâce au texte écrit en japonais, la chercheuse Sandra Annett en déduit que le film est destiné à un public national sachant lire les kanjis, contrairement à d'autres œuvres à visées plus internationales comme Fantasmagorie d'Émile Cohl. On retrouve déjà dans Katsudō Shashin les thèmes, personnages ou approches utilisés dans l'animation japonaise en période d'avant-guerre ou de guerre. Comme dans le film de propagande Momotaro, le divin soldat de la mer utilisé lors de la Seconde Guerre mondiale, on y trouve la figure du petit garçon en uniforme et l'importance de l'apprentissage et de l'enseignement de la langue japonaise. L'œuvre effectue en outre un travail de réflexivité.

## Redécouverte

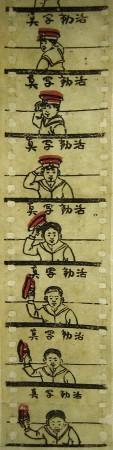
Un morceau de pellicule de Katsudō Shashin.

### Expertise
En décembre 2004, un marchand d'occasions à Kyoto contacte Natsuki Matsumoto,, un expert en iconographie à l'université des arts d'Osaka. Le vendeur avait obtenu une collection de films et de lanternes magiques d'une ancienne famille de Kyoto, et Matsumoto va les chercher le mois suivant. La collection comprenait trois projecteurs, onze films de 35 mm et treize bandes pour lanternes magiques en verre,.
Quand Matsumoto a trouvé Katsudō Shashin dans la collection, la bande du film était en mauvais état. La collection comprenait aussi trois bandes de films animés occidentaux. Le créateur du film reste inconnu. Pour Matsumoto, la relative mauvaise qualité de l'impression ainsi que sa technique à bas coût indiquent qu'il s'agissait probablement d'une petite société de production cinématographique.

### Datation
Sur la base de preuves telles que les dates de fabrication probables des projecteurs de la collection, Matsumoto et l'historien de l'animation Nobuyuki Tsugata ont déterminé que le film a sans doute été réalisé à la fin de l'ère Meiji, qui s'est terminée en 1912,, ; l'historien Frederick S. Litten a suggéré 1907 comme date probable et qu'« une date de production antérieure à 1905 ou postérieure à 1912 est peu probable ». Une apparition après 1912 est considérée comme invraisemblable par Litten et Matsumoto, car le prix du celluloïd a augmenté à partir de cette époque et la préparation de tels courts métrages n'aurait plus été rentable,. D'autres sources, comme le China Daily, ont spéculé sur une date d'avant 1907, sans toutefois s'appuyer sur la recherche scientifique de la découverte, voire en la contredisant.
Compte tenu de la date supposée de création, le film serait contemporain — ou même antérieur — des premières animations du Français Émile Cohl et des Américains James Stuart Blackton et Winsor McCay.
Pour Litten, Katsudō Shashin est le plus vieux film d'animation japonais existant. Cette découverte prouve également que Jun'ichi Kōchi et Seitarō Kitayama ne sont pas les premiers à utiliser des films de 35 mm au Japon.

### Médiatisation
L'annonce de cette découverte a été largement diffusée dans les médias japonais, d'abord dans la branche d'Osaka du journal Asahi Shinbun, qui a été informé par Matsumoto et le premier à diffuser l'information le 30 juillet 2005. Malgré le caractère spéculatif de la date de réalisation du film et de l'anime, l'année 1907 a largement prévalu, en particulier dans le monde anglophone, via les médias et les plateformes Internet comme YouTube ou Wikipédia.
Les médias ont très rapidement exagéré la portée de l'événement, la transformant de la découverte d'un objet rare en quelque chose susceptible de révolutionner l'histoire du cinéma d'animation, en suggérant que le support lui-même aurait été une invention nippone. Une surmédiatisation a eu lieu au Japon et dans quelques magazines d'anime étrangers.
Le journal Asahi Shinbun a reconnu l'importance de la découverte de cette animation de l'ère Meiji, il a toutefois émis des réserves pour placer le film dans la généalogie des animations japonaises, écrivant que le fait « que Katsudō Shashin puisse même être appelé animation au sens contemporain est discutable ».
Le film a été scanné puis diffusé sur Internet.